# Puig de Binificat
El puig de Binificat és un petit puig del massís de Randa, situat al terme municipal de Llucmajor, Mallorca, a la possessió de Binificat, de la qual pren el nom. Les cases d'aquesta possessió estan ubicades al vessant del llevant d'aquest puig. Forma una petita serra allargada en direcció sud-oest—nord-est juntament amb el puig d'en Nadal, el puig de Son Cerdà, el puig de Binilagant Nou i el puig de sa Maimona, essent el que es troba més al migjorn. Tot el puig es troba cobert de pinar i el seu cim està situat a 317 m sobre el nivell de la mar.